# Lista de prefeitos de Baraúna (Rio Grande do Norte)
Esta é a lista de prefeitos de Baraúna, município brasileiro do estado do Rio Grande do Norte.
| Nº | Prefeito                            | Imagem                            | Partido | Início do mandato      | Fim do mandato         | Vice-prefeito                   | Observações                             |
| -- | ----------------------------------- | --------------------------------- | ------- | ---------------------- | ---------------------- | ------------------------------- | --------------------------------------- |
| 1  | José Holanda Montenegro             |                                   | PDS     | 31 de janeiro de 1983  | 31 de dezembro de 1988 | não encontrado                  | Prefeito e vice eleitos                 |
| 2  | José Bezerra da Silva               |                                   | PMDB    | 1º de janeiro de 1989  | 31 de dezembro de 1992 | José Ivan de Oliveira           | Prefeito e vice eleitos                 |
| 3  | José de Araújo Dias                 |                                   | PFL     | 1º de janeiro de 1993  | 31 de dezembro de 1996 | não encontrado                  | Prefeito e vice eleitos                 |
| 4  | Francisco Gilson de Oliveira        |                                   | PFL     | 1º de janeiro de 1997  | 19 de março de 2004    | não encontrado                  | Prefeito e vice eleitos                 |
| 4  | Francisco Gilson de Oliveira        | José Ailton Lopes                 | PFL     | 1º de janeiro de 1997  | 19 de março de 2004    | Prefeito reeleito e vice eleito |                                         |
| 5  | José de Araújo Dias                 |                                   | PFL     | 19 de março de 2004    | janeiro de 2007        | José Bezerra da Silva           | Segundo colocado nas eleições           |
| 5  | José de Araújo Dias                 | Prefeito reeleito e vice eleito   | PFL     | 19 de março de 2004    | janeiro de 2007        | José Bezerra da Silva           |                                         |
| 6  | Aldivon Simão do Nascimento         |                                   | PR      | janeiro de 2007        | 31 de dezembro de 2012 | Maria Célia Oliveira Bezerra    | Segundo colocado nas eleições           |
| 6  | Aldivon Simão do Nascimento         | Antônia Luciana da Costa Oliveira | PR      | janeiro de 2007        | 31 de dezembro de 2012 | Prefeito reeleito e vice eleita |                                         |
| 7  | Isoares Martins de Oliveira         |                                   | PR      | 1º de janeiro de 2013  | 25 de setembro de 2013 | Maria Elisabete Rebouças        | Prefeito e vice eleitos                 |
| 8  | Tértulo Alves da Silva              |                                   | PMN     | 26 de setembro de 2013 | 30 de janeiro de 2014  | —                               | Presidente da Câmara Municipal no cargo |
| 9  | Antônia Luciana da Costa Oliveira   |                                   | PMDB    | 30 de janeiro de 2014  | 2 de dezembro de 2016  | Edson Pereira Barbosa           | Segunda colocada nas eleições           |
| 10 | Edson Pereira Barbosa               |                                   | PV      | 2 de dezembro de 2016  | 31 de dezembro de 2016 | —                               | Vice-prefeito eleito no cargo           |
| 11 | Lúcia Maria Fernandes do Nascimento |                                   | PR      | 1º de janeiro de 2017  | 31 de dezembro de 2020 | Adauto Bezerra Neto             | Prefeita e vice eleitos                 |
| 12 | Maria Divanize Alves de Oliveira    |                                   | PSD     | 1º de janeiro de 2021  | até a atualidade       | Marcos Antônio de Sousa         | Prefeita e vice eleitos                 |
| 12 | Maria Divanize Alves de Oliveira    | Prefeita e vice reeleitos         | PSD     | 1º de janeiro de 2021  | até a atualidade       | Marcos Antônio de Sousa         |                                         |